# Subprime-krisen

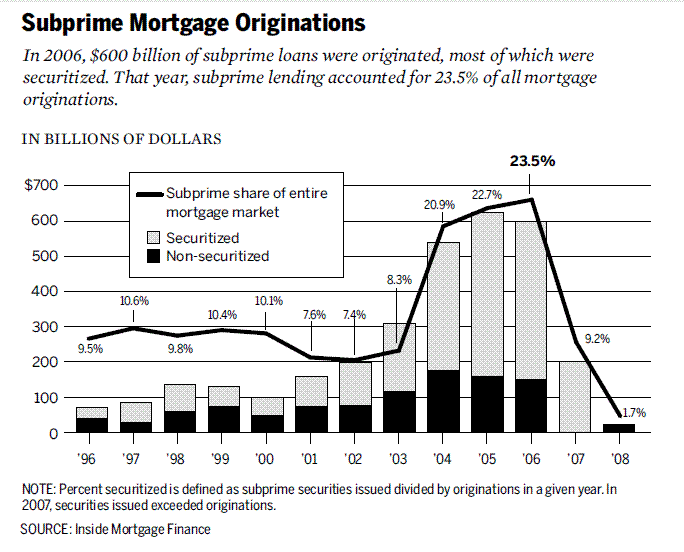
Subprimelån steg kraftigt under perioden 2004-2006 som föregick krisen (källa: Financial Crisis Inquiry Commission Report, s.70 Bild 5.2).

Subprime-krisen var en rikstäckande amerikansk bankkris som sammanföll med den amerikanska recessionen från december 2007 till juni 2009. Den utlöstes av en stor nedgång i bostadspriserna, vilket resulterade i bolånemisskötsel och utmätningar och devalveringen av bostadsrelaterade värdepapper. Nedgångar i bostadsinvesteringar föregick recessionen och följdes av minskningar i hushållens konsumtion och företagsinvesteringar. Utgiftsminskningar var större i områden med en kombination av hög skuldsättning bland hushållen och större bostadsprisfall.
Utvidgningen av hushållsskulder finansierades med mortgage-backed securities (MBS) och collateralized debt obligations (CDO), som till en början erbjöd attraktiv avkastning på grund av högre räntor på bolån; den låga kreditvärdigheten orsakade dock slutligen en massiv brist i betalning. Då delar av krisen först blev mer synliga under 2007, kollapsade flera stora finansinstitut i september 2008, med betydande störningar i kreditflödet till företag och konsumenter och uppkomsten av en allvarlig global recession.
Det fanns många orsaker till krisen, där bedömare tilldelar olika nivåer av skuld till finansinstitut, tillsynsmyndigheter, kreditvärderingsinstitut, statlig bostadspolitik och konsumenter, bland annat. En omedelbar orsak var de stigande subprimelånen. Procentandelen av subprimelån med lägre kvalitet som uppkom under ett visst år steg från historiska 8% eller lägre intervallet till cirka 20% från 2004 till 2006, med betydligt högre förhållanden i vissa delar av USA. En stor andel av dessa subprimelån, över 90% år 2006 till exempel, var justerbara räntebolån. Dessa två förändringar var en del av en bredare trend av sänkta utlåningskrav och bolåneprodukter med hög risk. De amerikanska hushållen hade blivit mer och mer skuldsatta, förhållandet mellan skulder och personlig disponibel inkomst ökade från 77% år 1990 till 127% i slutet av 2007, en stor del av denna ökning var bolånerelaterad.
När de amerikanska bostadspriserna sjönk kraftigt efter en topp i mitten av 2006, blev det svårare för låntagare att omfinansiera sina lån. Då justerbara bolån började att återställas till en högre ränta (som orsakade högre månatliga betalningar), sköts bolånemisskötseln i höjden. Värdepapper uppbackade med bolån, inklusive subprimelån, som ofta innehades av globala finansbolag, förlorade det mesta av sitt värde. Globala investerare minskade också drastiskt inköp av bolånebaserade skulder och andra värdepapper som en del av en nedgång i kapaciteten och viljan av det privata finansiella systemet att stödja utlåningen. Oron kring den sunda amerikanska kreditmarknaden och de finansiella marknaderna har ledde till stramare kredit runt om i världen och avtagande ekonomisk tillväxt i USA och Europa.
Krisen hade allvarliga, långvariga konsekvenser för de amerikanska och europeiska ekonomierna. USA gick in i en djup recession, där nästan 9 miljoner arbeten försvann under 2008 och 2009, cirka 6% av arbetskraften. En uppskattning av förlorad produktion från krisen uppkommer till "minst 40% av 2007 års bruttonationalprodukt". Amerikanska bostadspriser sjönk i genomsnitt nästan 30% och den amerikanska aktiemarknaden föll cirka 50% i början av 2009. I början av 2013 hade den amerikanska aktiemarknaden återhämtat sig till sin topp före krisen men bostadspriserna fortsatte att ligga nära bottennivån och arbetslösheten fortsatte vara hög. Den ekonomiska tillväxten förblev under de nivåerna som var före krisen. Europa fortsatte också att kämpa med sin egen ekonomiska kris, med förhöjd arbetslöshet och allvarliga banknedsättningar som uppskattades till €940 miljarder mellan 2008 och 2012.